# Acroctena argentea
Acroctena argentea är en fjärilsart som beskrevs av Sergius G. Kiriakoff 1960. Acroctena argentea ingår i släktet Acroctena och familjen tandspinnare. Inga underarter finns listade i Catalogue of Life.